# Kim Leine
Kim Leine (* 28. srpna 1961 Bø) je norský spisovatel žijící v Dánsku a píšící v dánštině.

## Život
Narodil se v Norsku, jeho rodiče byli Dánové. Vyrůstal s matkou, která byla jehovistka, prožil proto dětství v této komunitě. V sedmnácti letech se víry své matky zřekl a odešel do Kodaně, kde žil u svého otce a jeho přítele. V roce 1989 odešel se svou vlastní rodinou do Grónska, kde patnáct let pracoval jako zdravotník. Tento pobyt se odrazil i v jeho tvorbě. Svoji prvotinu Kalak vydal v roce 2007.

## Dílo
- Kalak (2007) – autobiografický příběh.[1]
- Valdemarsdag (2008) – literární zpracování vraždy, ke které došlo v Leineho rodině.[1]
- Tunu (2009)
- Proroci z fjordu Věčnosti (Profeterne i Evighedsfjorden, 2012) – historický román z konce 18. století, v němž se Morten Falck vydává jako misionář do Dány kolonizovaného a christianizovaného Grónska.[3]
- Afgrunden (2015)

Za román Proroci z fjordu Věčnosti Leine získal Literární cenu Severské rady za rok 2013.